# Drummond (Oklahoma)
Drummond is een plaats (town) in de Amerikaanse staat Oklahoma, en valt bestuurlijk gezien onder Garfield County.

## Demografie
Bij de volkstelling in 2000 werd het aantal inwoners vastgesteld op 405.
In 2006 is het aantal inwoners door het United States Census Bureau geschat op 385, een daling van 20 (-4,9%).

## Geografie
Volgens het United States Census Bureau beslaat de plaats een oppervlakte van
0,6 km², geheel bestaande uit land. Drummond ligt op ongeveer 373 m boven zeeniveau.

## Plaatsen in de nabije omgeving
De onderstaande figuur toont nabijgelegen plaatsen in een straal van 20 km rond Drummond.